# Ellis Larkins
Ellis Lane Larkins (Baltimore (Maryland), 15 mei 1923 – aldaar, 30 september 2002) was een Amerikaanse jazzpianist van de swing.

## Biografie
Pianist Ellis Larkins verwierf vooral bekendheid door zijn deelname aan de twee albums Ella Sings Gershwin (1950) en Swings In A Mellow Mood (1954) van Ella Fitzgerald, ondertussen uitgebracht onder de titel Pure Ella, en zijn opnamen met de trompettist Ruby Braff (Two Part Invention In Jazz / Two By Two, 1955).
Ellis Larkins was de eerste Afro-Amerikaan die studeerde aan het Peabody Conservatory Of Music in Baltimore, waarna hij naar New York ging, studeerde aan de Juilliard School of Music en werkte als een professionele muzikant. Hij speelde begin jaren 1940 met Billy Moore, Maxine Sullivan, in 1944 bij Lucky Millinder, met Edmond Hall in 1945/1946 en met zijn eigen trio (o.a. met Eugene Fields) in de New Yorkse club The Blue Angel, ook met Dicky Wells (Linger Awhile, 1943), Coleman Hawkins (Stumpy, 1944), Mildred Bailey, Ruby Braff, Eartha Kitt, Joe Williams en Harry Belafonte. In 1959 was hij op tournee met Larry Adler.

## Overlijden
Ellis Larkins overleed in september 2002 op 79-jarige leeftijd.

## Discografie
Albums als leader
- 1955: Do Nothing Till You Hear From Me
- 1956: Manhattan At Midnight
- 1977: A Smooth One (Black & Blue Records)
- 1992: At Maybeck Recital Hall (Concord Records)

Met Ruby Braff
- 1956: Duets, Volume 1 (Vanguard Records, verschenen in 1999; bevat nummers van de Vanguard-albums Two Part Inventions, Vol. 1 & 2/ Two By Two: Music Of Rogers & Hart)
- 1972: Grand Reunion (Chiaroscuro Records)
- 1994: Calling Berlin: Volume 1 & 2 (Arbors Records) met Bucky Pizzarelli

Als sideman
- Dicky Wells: 1927-1943 (Classics)
- Coleman Hawkins: 1943-1944 (Classics)
- Coleman Hawkins: 1944 (Classics)
- Ella Fitzgerald: Pure Ella (GRP Records, 1950–54)